# Leon Russom
Leon Russom (* 6. Dezember 1941 in Little Rock, Arkansas) ist ein US-amerikanischer Schauspieler.

## Leben
Leon Russom wuchs als Vollwaise in mehreren Pflegefamilien in Arkansas auf. Nach seinem Schulabschluss im Alter von 15 Jahren studierte er am Rhodes College. Von 1964 bis 1966 studierte er Schauspiel am Drama Centre London. Anschließend zog er nach New York City und debütierte mit  The Promise 1967 am Broadway. Nachdem er in mehreren Fernsehserien in einzelnen Folgen mitspielte, debütierte er in dem 1972 erschienenen und von Gordon Davidson inszenierten Filmdrama The Trial of the Catonsville Nine an der Seite von Donald Moffat und William Schallert auf der Leinwand. Russom wurde für seine Darstellung in dem Drama Sehnsucht ohne Grenzen 1991 als Bester Nebendarsteller für einen Emmy Award nominiert. Obwohl er kleine Nebenrollen in bekannten Filmen wie Star Trek VI: Das unentdeckte Land, The Big Lebowski und True Grit mitspielte, war es seine Darstellung des General Jonathan Krantz in der erfolgreichen Fernsehserie Prison Break, für die er internationale Bekanntheit erlangte.
Russom war eine Zeit lang mit der Schauspielerin Karen Grassle verheiratet. Seit der Scheidung ist er mit Daphne Russom, mit der er ein gemeinsames Kind hat, verheiratet.

## Filmografie (Auswahl)

### Film
- 1972: The Trial of the Catonsville Nine
- 1985: Der Werwolf von Tarker Mills (Silver Bullet)
- 1987: Hot Shot – Der Weg zum Sieg (Hotshot)
- 1987: No Way Out – Es gibt kein Zurück (No Way Out)
- 1988: Sonderkommando Südkorea (The Rescue)
- 1988: Zärtliche Liebe (Fresh Horses)
- 1990: Die totale Gefahr (Project: Tin Men), als Dr. Forest
- 1991: Na typisch! (He Said, She Said)
- 1991: Sehnsucht ohne Grenzen (Long Road Home)
- 1991: Star Trek VI: Das unentdeckte Land (Star Trek VI: The Undiscovered Country)
- 1992: Katastrophenflug 232 (Crashlanding: The Rescue of Flight 232, Fernsehfilm)
- 1993: Bin ich eine Mörderin? (The Disappearance of Nora)
- 1993: Die Abenteuer von Huck Finn (The Adventures of Huck Finn)
- 1994: Gerechtigkeit für meinen Sohn (Moment of Truth: Broken Pledges)
- 1995: Alien Nation – Die neue Generation (Alien Nation: Body and Soul)
- 1996: Das Phantom (The Phantom)
- 1997: Rückkehr aus dem Nichts – Tochter was hast du getan? (Childhood Sweetheart?)
- 1998: Abgründe des Herzens (Reasons of the Heart)
- 1998: The Big Lebowski
- 2000: Men of Honor
- 2000: Zeugenschutzprogramm (Witness Protection)
- 2001: 4 Pfoten Hotel (The Retrievers)
- 2001: Im Fadenkreuz – Allein gegen alle (Behind Enemy Lines)
- 2010: True Grit
- 2018: A Quiet Place

### Serie
- 1986: Spenser (Spenser: For Hire, Fernsehserie, 2 Folgen)
- 1988–1989: TV 101 (13 Folgen)
- 1991: Jake und McCabe (Jake and the Fatman, eine Folge)
- 1992–1993: Matlock (drei Folgen)
- 1993–2000: Akte X – Die unheimlichen Fälle des FBI (The X-Files, zwei Folgen)
- 1997–2002: JAG – Im Auftrag der Ehre (JAG, drei Folgen)
- 2000: Practice – Die Anwälte (The Practice, zwei Folgen)
- 2000: Diagnose: Mord (Diagnosis: Murder, eine Folge)
- 2007: Bones – Die Knochenjägerin (Bones, Folge 3x8)
- 2006–2009: Prison Break (30 Folgen)